# Игра в шахматы: Ленин с Гитлером — Вена 1909
«Игра в шахматы: Ленин с Гитлером — Вена 1909» (англ. A Chess Game: Lenin with Hitler — Vienna 1909, иногда название обозначается как англ. Hitler playing chess with Lenin) — скандально известный офорт художницы Эммы Лёвенштамм (нем. Emma Löwenstamm), на котором, по утверждению Ричарда Вествуд-Брукса (искусствоведа аукционного дома, продававшего картину), запечатлена сцена шахматного поединка между двумя политиками, произошедшего в Вене в 1909 году. Большинство, однако, датирует офорт более поздним временем и не признаёт возможности подобной встречи.

## История создания офорта и его судьба

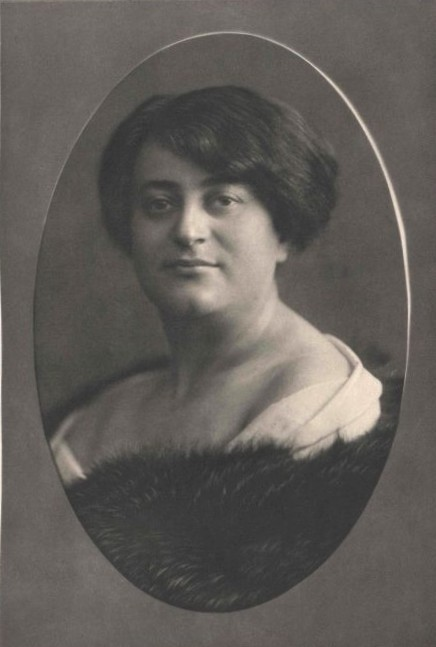
Неизвестный фотограф (Австро-Венгерская империя, около 1909 года). Эмма Лёвенштамм

Офорт создан в 1909 году художницей Эммой Лёвенштамм, которая, по мнению некоторых искусствоведов, была учительницей живописи Адольфа Гитлера. На обратной стороне гравюры стоят карандашные подписи «Ленина», «Гитлера» и самой художницы Эммы Лёвенштамм, указано место (Вена) и год создания (1909) офорта. Подпись художницы стоит также на краю лицевой стороны изображения.
Размеры офорта — около 51 на 38 сантиметров.
Сама встреча могла произойти в Вене, в доме, принадлежащем состоятельной и пользующейся некоторой известностью еврейской семье. К этому времени Адольф Гитлер был неудачливым молодым акварелистом, а Владимир Ленин находился в эмиграции, где писал книгу «Материализм и эмпириокритицизм».
Живописец и график Эмма Лёвенштамм происходила из древней еврейской семьи с корнями в Кракове и Амстердаме. Родилась в семье торговца в городе Наход (Чехия). Переехала в Вену, где брала частные уроки графики и живописи. Пользовалась техникой рисования углём, пером, освоила и мел. Выставлялась с 1901 года, позже стала членом Ассоциации немецких художников в Праге. Работала в стиле реализма с некоторым влиянием модерна.
Еврейская семья, фамилия которой обычно в средствах массовой информации не сообщалась, но подразумевалось из контекста, что это семья самой художницы (некоторые средства массовой информации акцентируют внимание на том, что дом художницы якобы служил «салоном для политических вольнодумцев»), выехала из Австрии накануне Второй мировой войны, оставив большую часть своего имущества, в том числе гравюру и шахматы (доску и комплект фигур), изображённые на ней, на попечение экономки. Правнук домоправительницы Феликс Эднхофер (нем. Felix Ednhofer) занялся изучением офорта и составил досье доказательств, насчитывающее более 300 страниц. Он умер в 1990-х годах, а его сын предпринял попытку продать этот офорт и шахматы с аукциона Mullock’s в Ладлоу, графство Шропшир на западе Англии. Досье содержит отчёты судебно-медицинских экспертов и искусствоведов, а также свидетельские показания, доказывающие, что Эмма Лёвенштамм существовала (в чём первоначально также возникали некоторые сомнения), что она работала в Вене и была наставницей Адольфа Гитлера.
В 1984 году в прессе впервые появилась информация о том, что данный офорт, выполненный в 1909 году, когда художница приехала в австрийскую столицу, существует, он находится в частной коллекции Феликса Эднхофера. В 2001 году информацию об офорте разместил немецкий шахматный журнал «Шах».
Широкую известность и интерес общественности принесло офорту сообщение «The Daily Telegraph» о том, что рисунок 1 октября 2009 года будет выставлен на аукцион Mullock’s (лот № 501) за 40 000 фунтов стерлингов (64 000 долларов США) под названием «A Chess Game: Lenin with Hitler — Vienna 1909». Также были выставлены на продажу и шахматы, которые, по утверждению владельца, были запечатлены на офорте (цена на них также была определена в 40 000 фунтов стерлингов). Журналисты газеты «Нью-Йорк Таймс» оценивали возможность продажи офорта даже за 95 000 долларов. По данным аукционистов, существовало всего пять оттисков гравюры. В российской прессе мелькали даже сообщения о возможности продажи офорта за 400 000 фунтов стерлингов. В некоторых сообщениях утверждается, что рисунок и шахматы были проданы вместе за 100 000 фунтов, и что их приобрёл коллекционер, пожелавший остаться неизвестным. По другим данным, картину с изображением Гитлера и Ленина за шахматной доской (как и комплект шахмат, которыми они якобы играли) никто не купил.
В следующем 2010 году подтвердилось, что аукцион 2009 года прошёл неудачно, и оба лота опять были выставлены на аукцион. Именно перед этой продажей (за ту же цену) в лот было добавлено «досье, доказывающее» подлинность офорта. Досье упоминается во всех последующих описаниях лота. Кроме того сохранилось объявление от 2010 года о продаже через интернет-аукцион. Ни там, ни там лот не был продан, и в последний раз он появился в следующем году в каталоге аукциона 19 апреля 2011 года. Ориентировочная предпродажная цена лота 570 обозначена только в 10 000 — 15 000 фунтов. С тех пор сведений о судьбе офорта нет.

## Сюжет
На гравюре Адольф Гитлер сидит возле окна и играет чёрными фигурами, а Владимир Ленин изображён напротив в тени. Гитлер размышляет над партией, подперев левой рукой голову, а Ленин в это время делает ход левой рукой, при этом в действительности Ленин был правшой.
Шахматный композитор Херберт Граземан в книге «Schach ohne Partner für Könner», вышедшей в 1982 году, пишет:

Когда Гитлеру был двадцать один год, у него не было никаких конкретных планов на будущее, и он ещё не решил полностью посвятить себя политике. Молодой Адольф жил тогда в Вене, вёл бродячий образ жизни и был заядлым посетителем шахматных кафе, просиживая в них до глубокой ночи. Игра увлекла его так, что он стал опасаться, как бы шахматы не засосали его полностью. Поэтому в один прекрасный день Гитлер принял решение покончить с шахматами раз и навсегда.
— Геннадий Сосонко. Играл ли Гитлер в шахматы?
Он утверждал, что получил эту информацию от оберштурмфюрера СС и шахматного композитора Адо Кремера (1898—1972), заместителя Ганса Франка, генерал-губернатора оккупированной нацистами Польши, любителя и покровителя шахмат. А тот в свою очередь получил эти сведения в конфиденциальной беседе с самим Гитлером.
Голландский гроссмейстер, журналист и писатель Геннадий Сосонко, пытаясь подтвердить или опровергнуть данную информацию, провёл частное расследование. Он не обнаружил никаких следов шахматных книг в библиотеке Адольфа Гитлера, а в его записях и речах обнаружил только одно упоминание шахмат в мае 1933 года, когда Гитлер обращался к депутатам рейхстага, оправдывая действия штурмовиков:

Если вы называете эти отряды воинскими подразделениями, тогда военными ассоциациями можете называть шахматные клубы и общества собаководов.
— Геннадий Сосонко. Играл ли Гитлер в шахматы?

## Дискуссия об офорте и изображённых на нём персонажах
Существуют три основные трактовки происхождения данного сюжета:
I версия. Главным сторонником этой версии выступал историк-любитель и владелец офорта Феликс Эднхофер, опубликовавший серию статей в немецких журналах 1990-х годов. Владелец раритета был уверен в подлинности этого офорта — это подтверждается 300-страничным заключением экспертов (которые подвергли анализу изображение, бумагу, а также чернила, использованные для подписей), которое он составил и предоставил журналистам и сотрудникам аукциона.
В подлинности офорта были убеждены эксперты аукционного дома Mullock’s. Искусствовед аукционного дома и его эксперт Ричард Вествуд-Брукс (англ. Richard Westwood-Brookes) даёт 80 % шансов, что подписи Ленина, Гитлера и художницы могут быть подлинными. При этом, он настаивает, что на 100 % определить подлинность подписи вообще невозможно на любом документе любого времени. Аукционист утверждает, что Ленин мог пользоваться париком из конспиративных соображений. Он побывал в это время в Париже, а также в Германии, был лишь вопрос нескольких часов поездки оттуда на поезде в Вену, он мог легко ускользнуть от внимания окружающих на нескольких дней. Отвечая всем сомневающимся в подлинности, он пишет: «Это изображение является произведением искусства, а не фотографией», списывая все неточности и несовпадения на специфику самого изображения. Сомнения у искусствоведа вызывала изначально лишь личность противника Гитлера, в котором он готов был видеть даже одного из австрийских социал-демократов.
Тем не менее, авторитетное британское издание «The Daily Telegraph» первым опубликовало офорт как изображение, на котором Адольф Гитлер и Владимир Ленин играют в шахматы.
II версия. Значительно большее количество искусствоведов, историков и шахматистов выступило против данной трактовки офорта.
Владимир Лавров, доктор исторических наук, автор книги «Имя Россия. В. И. Ленин», настаивает на несовместимости взглядов и характеров Ленина и Гитлера, которые делали невозможным личное общение за шахматной доской.

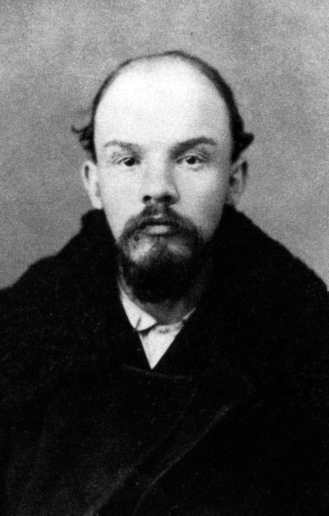
Владимир Ульянов (1895)

Некоторые историки считают, что в это время Ульянов был почти лысым, волосы оставались лишь по бокам. А на рисунке видно, что мужчина, сидящий справа, не имеет лысины. Кроме того, Адольф Гитлер на офорте, по их мнению, выглядит слишком старым для 20-летнего юноши, каковым он был в действительности в это время.
Ричард Джон Эванс (англ. Richard J. Evans), профессор современной истории в Кембриджском университете (написал трёхтомную «Историю Третьего Рейха»), утверждает, что шахматный поединок был фикцией. «Нет, он не мог иметь место», — сказал он в интервью «The New York Times». По его мнению, 1909 год был крайне неудачным для Гитлера, он мог иметь хороший костюм, для того, чтобы сходить в оперу, но он не стал бы его носить во время игры в шахматы. Эванс говорит, что Гитлер никогда не учился у художницы, именно поэтому он не смог поступить в Венскую Академию изящных искусств. Эванс заключил, что подписи были, вероятно, поддельные: «Было бы крайне странно для них подписывать подобный документ».
Ричард Пайпс, профессор истории Гарвардского университета, утверждает, что человек на офорте не был Лениным и вообще не имеет с ним никакого сходства. Он не носил грима и парика, утверждает Пайпс, они ему не были нужны. Хотя в 1909 году Ленин был главой большевиков и был хорошо известен в России, но власти были больше озабочены террористами, «Ленин не считался опасным», — заявил Пайпс. Он также утверждал, что Ленин отказался от шахмат, потому что думал, что они отвлекают его от более серьёзной работы. В письме к брату Ленин писал 17 февраля 1910 года:

Дорогой Митя! Получив твою задачку, я чуточку «раззадорился» на шахматы, — а то было совсем всё перезабыл. Не играл, кажись, год, а всего за последние годы сыграл несколько «гусарских» и полугусарских партий. Задачку твою я решил легко. А вот в «Речи» увидел сегодня этюд, который решил не сразу и который мне очень понравился… Красивая штучка!
— С. Б. Губницкий. Мир шахмат и шахматы в мире
III версия. Существует также предположение, что офорт мог быть создан в 1930-х годах как интеллектуальная забава, Эммой Лёвенштамм или кем-то другим, как сатирический комментарий к международной обстановке после 1933 года или внутренней ситуации в Германии до 1933 года. Первоначальное его значение было затем забыто, с течением времени он стал восприниматься как подлинная зарисовка с натуры. Историк Хелен Раппапорт утверждает, что нет никаких доказательств того, что Ленин был в Вене в 1909 году, хотя он бывал там в другое время. Также она настаивает, что Ленин был «лысый, как летучая мышь, с 1894 года, а волосы у него были только по бокам головы». В эмиграции он не был известен как Ленин и вместо этого использовал сразу несколько псевдонимов. Она утверждает, что офорт имеет смысл ретроспекции, и история искусства полна подобных встреч между знаменитыми людьми, которые были созданы фантазией художников.
Хранитель фондов петербургского Музея политической истории Алексей Бойко воспринимает офорт как часть иконографии Ленина и сопоставляет его с работами советских художников 30-х годов, хотя отмечает, что первые работы, в которых художники пытались запечатлеть его образ для потомков, появились именно во время эмиграции. Он допускает, что офорт можно считать «и мифом, и реальностью, поскольку по годам это примерно возможно». «Теоретически всё может быть. В это время он действительно был за границей», — делает вывод он. Он отмечает, как и московский искусствовед Андрей Ерофеев, что в то время офорт современниками не мог восприниматься как сознательная провокация общественности.

## Ленин и шахматы в фотографиях
Сохранилась серия любительских фотографий, сделанных на итальянском острове Капри в 1908 году (между 10 (23) и 17 (30) апреля), когда Владимир Ленин находился в гостях у А. М. Горького. Фотографии сняты с различных ракурсов и запечатлели Ленина играющим с Горьким и Александром Богдановым, известным революционером-марксистом, врачом и философом. Автором всех (или по крайней мере двух из этих фотографий) выступил Юрий Желябужский (в будущем — видный советский кинооператор, режиссёр и сценарист), сын актрисы МХТ Марии Андреевой и пасынок Горького. В то время он был двадцатилетним юношей.